# بریجپورت (کالیفرنیا)
بریجپورت (به انگلیسی: Bridgeport) یک منطقهٔ مسکونی در ایالات متحده آمریکا است که در شهرستان مونو، کالیفرنیا واقع شده‌است. بریجپورت ۵۶٫۳۳ کیلومتر مربع مساحت و ۵۷۵ نفر جمعیت دارد و ۱٬۹۷۰ متر بالاتر از سطح دریا قرار دارد.